# Новопоштова
Новопошто́ва — пасажирський залізничний зупинний пункт Лиманської дирекції Донецької залізниці на лінії Ступки — Краматорськ між станціями Краматорськ (5 км) та Часів Яр (25 км). Розташований на сході міста Краматорська Донецької області.
Пасажирське сполучення не здійснюється понад 10 років.